# Навозы
Навозы (бел. Навозы) — деревня в Щедринском сельсовете Жлобинского района Гомельской области Белоруссии.

## География
В 40 км на запад от Жлобина, 18 км от железнодорожной станции Красный Берег (на линии Бобруйск — Гомель), 133 км от Гомеля. 
На западе и юге мелиоративные каналы.

## История
По письменным источникам известна с XIX века как застенок в Степовской волости Бобруйского уезда Минской губернии. Имение Навозы до 1873 года была частью владений помещиков Прушановских. В 1864 Доминика Гильярвичева, до 1873 года – Игнатия.  После 1873 года имением сначала владел А. Лаптев, а затем Паричский мещанин и купец Ерофей Фёдоров Черников, общее владение 3723 десятин. В 1881 году часть имения выкупают старообрядцы во главе с представителем Артамонов Гордеевым Курляндчиком, которые основывают деревни Ново-Марьевка и Ново-Александровка. Черников со временем продает части имения мещанам, малоземельным шляхтичам и крестьянам. К 1889 году во владении Черникова 2423 десятины земли. Другие землевладельцы в Навозах: Тризна , Дробышевский и Кучинский, Волоткович Павлина Степановна,  Елена Поташкина и Мария Тарасевич, Бенько Игнатий Ильин и Калиновский Никодим Францевич.
В 1930 году организован колхоз «Ударник», работала кузница. Во время Сталинских репрессий репрессировано четверо жителей. Во время Великой Отечественной войны 13 жителей погибли на фронте. Согласно переписи 1959 года в составе колхоза имени К. Я. Ворошилова (центр — деревня Щедрин).

## Потомки Калиновского
По заверению журналистов, в деревне живут потомки одного из руководителей восстания 1863-1864 Кастуся Калиновского. По сведениям Ильи Клаза, в деревне жили дядя и тётя Калиновского Абрагам и Ганна Калиновские.  

## Деревенское кладбище Навозы
Рядом с Навозами по дороге в Пекаличи находится деревенское кладбище на котором хоронят и хоронили жителей Навозов и близлежащих деревень. Координаты кладбища 52°53′07″ с. ш. 29°30′59″ в. д.

## Население

### Численность
- 2004 год — 15 хозяйств, 22 жителя.
- 2009 год — 19 жителей.

### Динамика
- 1885 год — 12 дворов [13].
- 1897 год — 31 двор, 176 жителей (согласно переписи).
- 1916 год — 40 дворов[14]
- 1925 год — 44 двора.[15]
- 1959 год — 211 жителей (согласно переписи).
- 2004 год — 15 хозяйств, 22 жителя.
- 2009 год — 19 жителей [16]

## Транспортная сеть
Транспортные связи по просёлочной, а затем автомобильной дороге Бобруйск — Гомель. Планировка состоит из короткой прямолинейной улицы, ориентированной с юго-востока на северо-запад и застроенной редко деревянными усадьбами.